# 라우라 더부르
라우라 더부르(네덜란드어: Laura de Boer, 1983년 2월 26일 ~ )는 네덜란드의 배우이다.

## 출연 작품
- 코드 (2015)
- 포가튼 - 잊혀진 소녀 (2012)
- 해피 엔드 (2009)